# デモキセパム
Template:Cs1 config

デモキセパム（Demoxepam）はベンゾジアゼピン誘導体である薬物である。クロルジアゼポキシドの代謝産物であり、抗痙攣作用を持ち、おそらく他のベンゾジアゼピンの特徴を持つ。

## 関連記事
- ベンゾジアゼピン
- クロルジアゼポキシド